# King Eazy

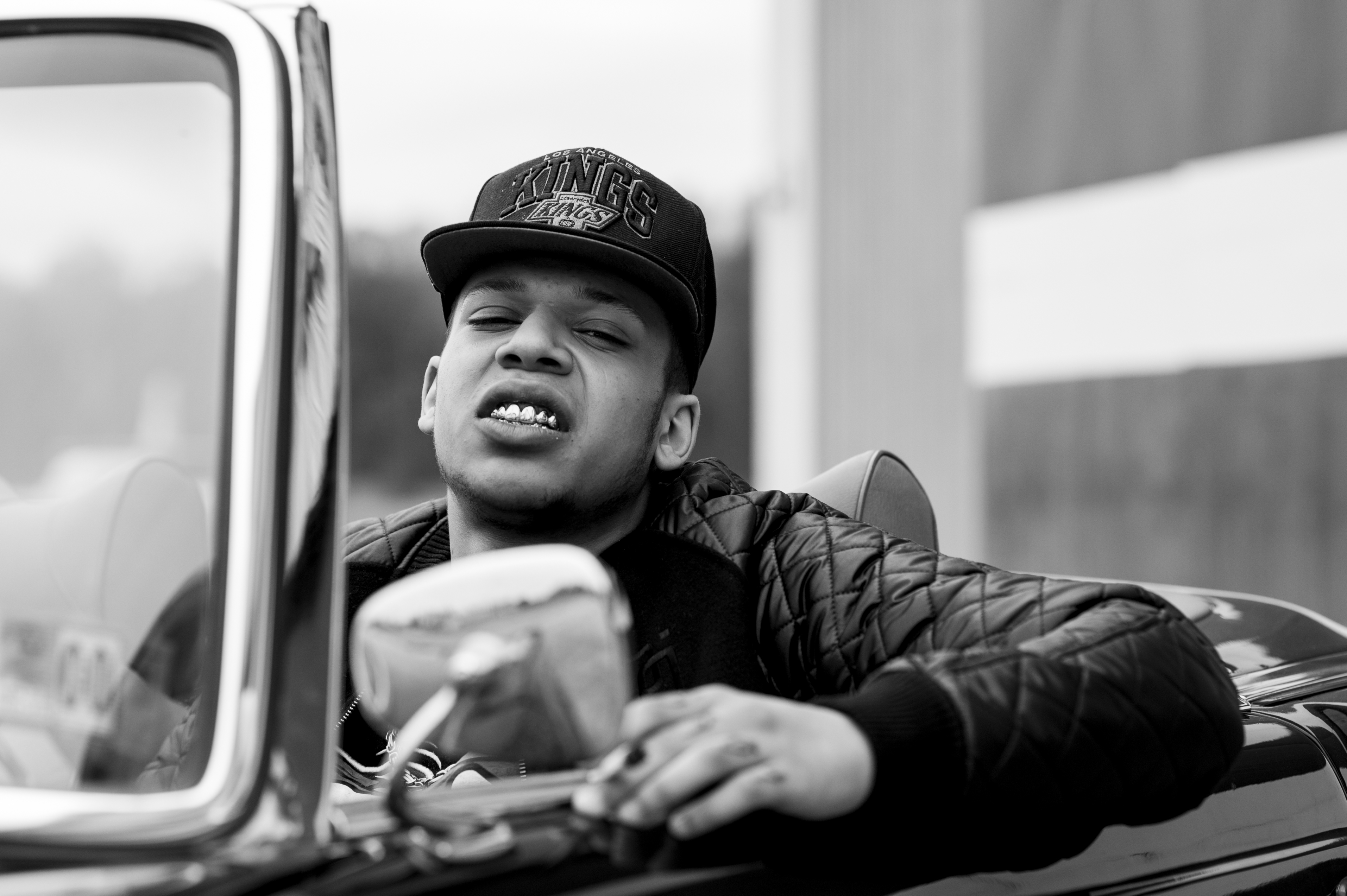
King Eazy (2016)

King Eazy (* 25. Juli 1995 in Lüneburg als Ifeanyi Shaquille Eneh) ist ein deutscher Rapper. Gemeinsam mit BumA und Casual bildet er die Gruppe KinXize Music Group. Er stand zunächst bei dem Musiklabel Punchline unter Vertrag, bevor er 2018 bei WePlay unterschrieb. Mittlerweile verfügt er über einen Künstlervertrag bei Haute Couture.

## Leben

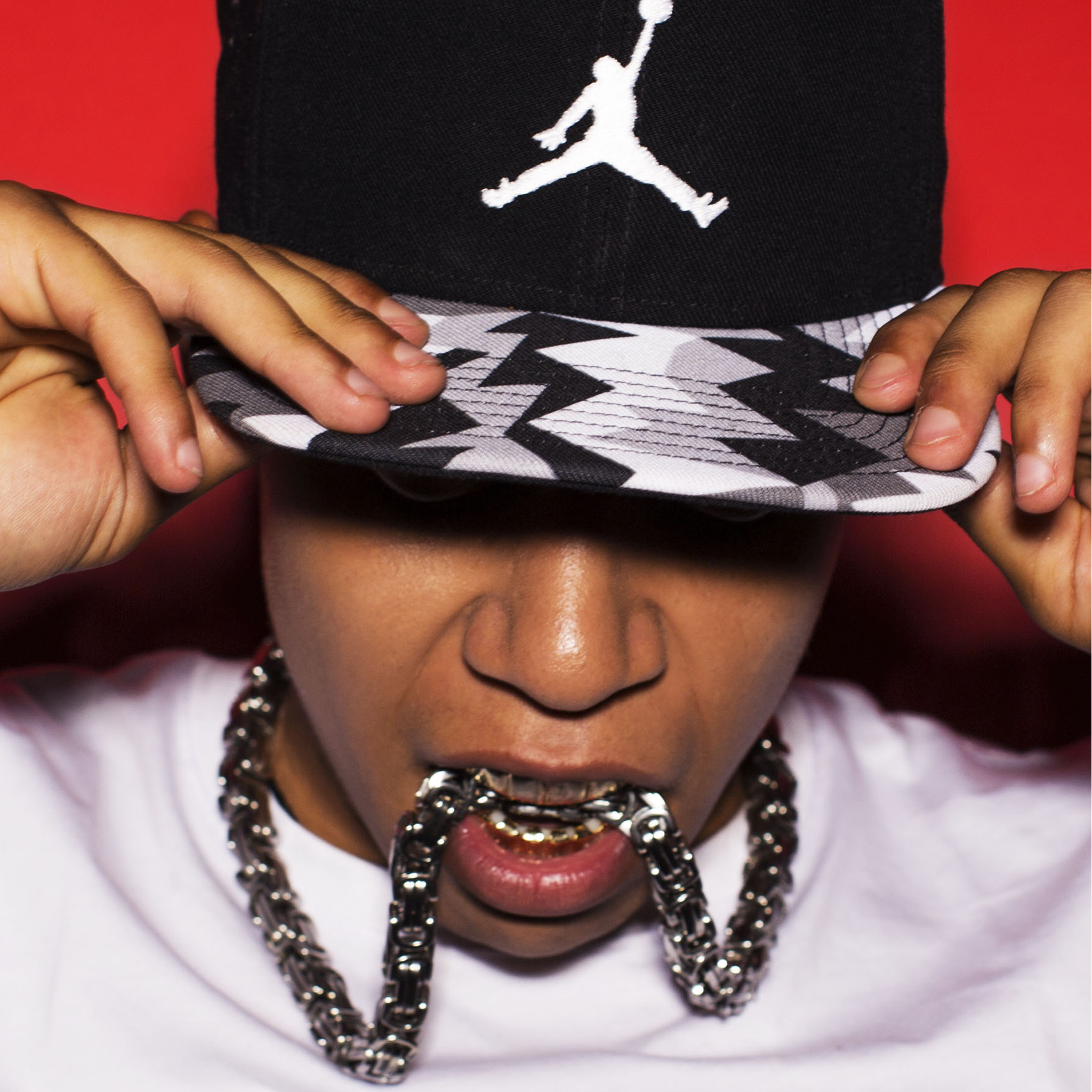
King Eazy (2015)

King Eazy ist Sohn einer Deutschen und eines Nigerianers. Bereits als Kind verfasste er erste Rap-Texte. Ab 2010 begann er unter dem Pseudonym KinG I-S-H eigenes Songs auf YouTube zu veröffentlichen. Im Juni 2014 bewarb sich King Eazy für das Turnier JuliensBlogBattle 2014, das Julien Sewering über seinen YouTube-Kanal veranstaltet. Mit seinem eingereichten Beitrag unterlag er jedoch bereits in der Qualifikationsphase. Gemeinsam mit drei weiteren ausgeschiedenen Teilnehmern wurde mit Eazy daraufhin das Mini JBB 2014 durchgeführt. 2014 gründete King Eazy das Label KinXize Music Group zur Veröffentlichung seiner Musik und Videos. Anfang Juli 2014 wurde der Song Nix könnte anders sein aus der ersten EP des Rappers als Video umgesetzt. Die Veröffentlichung der kostenlosen EP erfolgte am 5. August 2014 unter dem Titel Startklar. Im Folgenden wurden auch die Lieder Hands on the Wheel und A.$.A.P. aus der EP sowie der Song Immer so als Musikvideos veröffentlicht.
Ende Februar 2015 erschien mit Hazen, einem auf DJ Screams Produktion für Coco von O.T. Genasis basierendem Lied, erstmals ein Beitrag Eazys über den YouTube-Kanal Aggro.TV. Spaiche, Geschäftsführer des Kanals Aggro.TV, wiederveröffentlichte daraufhin am 31. Juli 2015 die EP Startklar in digitaler Form über sein neu gegründetes Musiklabel Punchline. Die EP wurde dadurch erstmals auf kommerziellen Plattformen wie iTunes angeboten. Im Oktober 2015 wurde bekannt gegeben, dass King Eazy bereits im Juli als zweiter Rapper nach Eko Fresh beim Label Punchline unter Vertrag genommen worden war. Zeitgleich erfolgte die Ankündigung des Mixtapes Trapresent. Dieses wurde zusammen mit der Videoauskoppelung Alles Eazy am 16. Oktober veröffentlicht. Neben Alles Eazy wurden des Weiteren auch die Stücke Benzin, Lass es arbeiten, Studio, GrownAssNigga und Fly like a bird als Video umgesetzt. Für Trapresent orientierte sich King Eazy stilistisch an Trap, einem Hip-Hop-Subgenre, das vor allem in den Südstaaten der USA, aber etwa auch in Chicago verbreitet ist. Ein wiederkehrendes Element ist die Verwendung des Auto-Tune-Verfahrens, das der Tonhöhenänderung während des Produktionsprozesses dient. King Eazy bezeichnet die US-amerikanischen Hip-Hop-Musiker Future, Kid Ink, Wiz Khalifa und Tyga als musikalische Vorbilder.
Mit dem F!ck-dein-Rap-Contest der Streetwear-Marke Dangerous DNGRS nahm Eazy seit Februar 2016 an einem weiteren Online-Turnier teil. Sein erster Beitrag ist ein Musikvideo zum Song Ratatataaaa. Dieses ist gleichzeitig das erste Video zu seinem Mixtape Highlife. Ende März folgte im Zuge der Vermarktung von Eko Fresh’ Album Freezy der gemeinsame Song Ich ficke. Als weitere Musikvideos aus Highlife erschienen ab März 2016 Trap, Twerk, Keine Konkurrenz und Mary Jane. Die Veröffentlichung des Mixtapes erfolgte am 20. Mai 2016. Im Zuge der Produktion von Highlife arbeitete Eazy erstmals mit den Hijackers zusammen, die bereits für die Rapper Fler und Silla als Produzenten in Erscheinung getreten waren. Eine Woche nachdem der Boxer Muhammad Ali gestorben war, veröffentlichte King Eazy ein diesem gewidmetes Musikvideo mit dem Titel Muhammad Ali. Bei Eko Freshs „Freezy“-Tournee im Herbst 2016 trat Eazy erstmals auf Konzerten auf. Im November 2016 stand er als Finalist für den F!ck-dein-Rap-Contest fest. Mit dem Lied Keine Zeit konnte er sich schließlich gegen den Rapper Shadow durchsetzen. Zeitgleich kündigte King Eazy sein Debütalbum Kingvasion für den 27. Januar 2017 an. Als weitere Auskoppelung aus diesem erschien nach Keine Zeit die Videos Im Block, Sonnenuntergang, KFC, Wir machen’s, Nie genug und Aus’m Norden.

## Rezeption

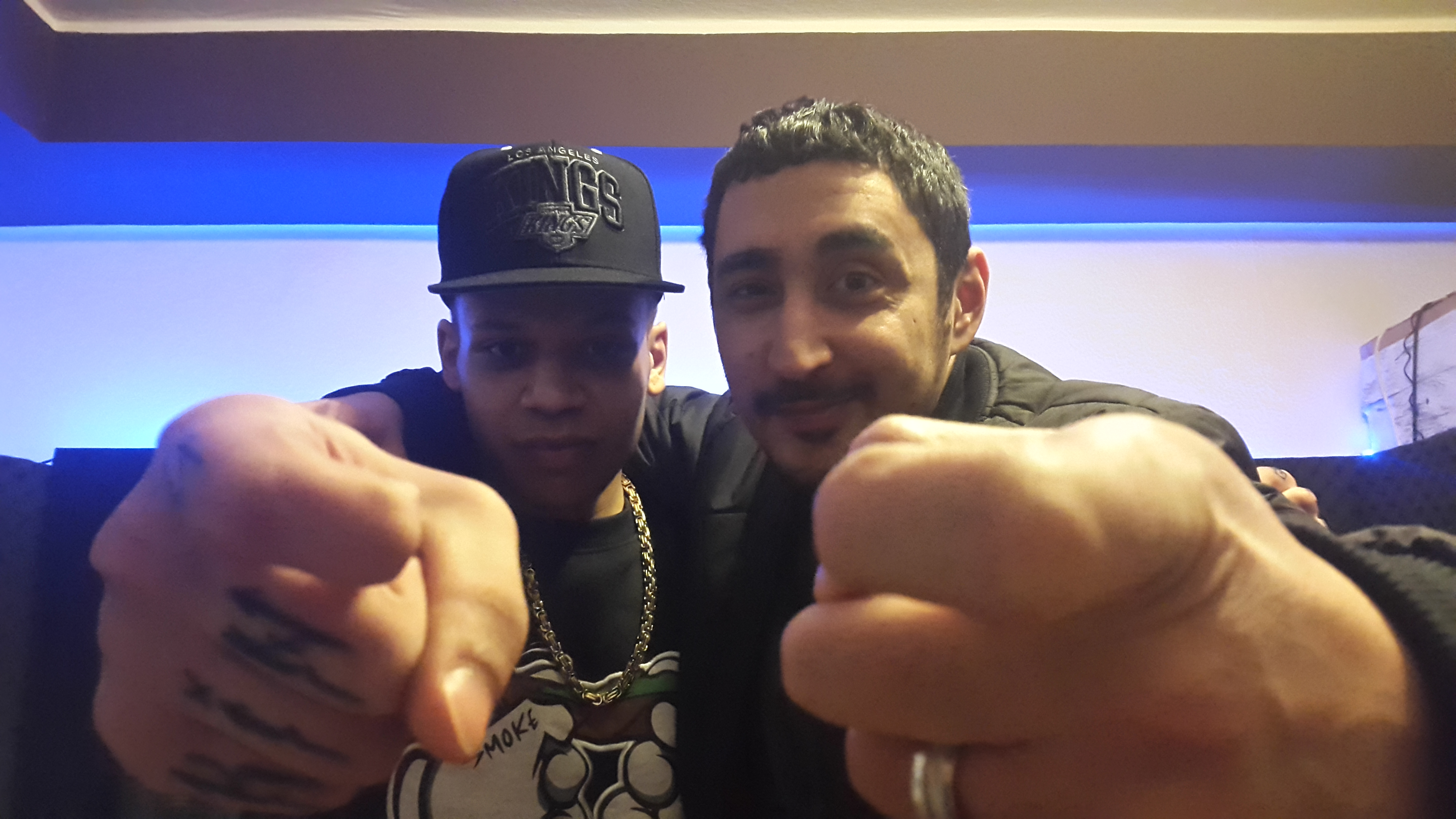
King Eazy mit Eko Fresh

In einer Rezension der Internetseite Rappers.in zur EP Startklar wird King Eazys Musik als Mischung aus US-amerikanischem Rap und den Veröffentlichungen von Haftbefehls Label Azzlackz charakterisiert. Die EP erscheine „stimmig für ein Gesamtprodukt, was in englischer Sprache auch [in den Vereinigten Staaten] problemlos angenommen werden würde.“ King Eazys „nasale und teils schrille Betonung in Parts und Hook“ klinge zwar „gewöhnungsbedürftig“, sei jedoch dabei „immer stylisch geflowt.“ Die Texte des Rappers erweisen sich nicht als „große lyrische Meisterwerke.“ Dagegen werden die Produktionen gelobt. Diese seien „nie aufdringlich“ und heben die „Unverkrampftheit des MCs“ hervor.
Der Musikjournalist Falk Schacht bezeichnete King Eazy als einen der „spannendsten Nachwuchs-Straßenrapper.“ Insbesondere „seine Stimme und sein ‚Hunger‘“ wurden von Schacht lobend hervorgehoben. Spaiche, Begründer der Labels Aggro Berlin und Punchline, lobte im Rahmen der Vertragsunterzeichnung den „frischen Style“ King Eazys. Zudem charakterisierte er den Rapper als neu, talentiert und hungrig. Zur Veröffentlichung des Musikvideos Benzin merkte die Redaktion der Internetseite Rap.de an, dass King Eazy „technisch […] zwar durchaus solide“ sei, jedoch „nichts wirklich Innovatives“ hervorbringe. Auch wenn die als Doubletime vorgetragenen Verse „nicht ganz sauber wirken“, lobte Rap.de den Flow des Rappers.

## Diskografie
| Titel      | Veröffentlichung | Label               | Kommentar | Cover |
| ---------- | ---------------- | ------------------- | --------- | ----- |
| Startklar  | 2014             | KinXize Music Group | EP        |       |
| Trapresent | 2015             | Punchline           | Mixtape   |       |
| Highlife   | 2016             | Punchline           | Mixtape   |       |
| Kingvasion | 2017             | Punchline           | Album     |       |